# ジョー・リノイエ
ジョー・リノイエ （Joe Rinoie、1960年12月13日 - ） は、音楽プロデューサー、作曲家、歌手。中国系日本人。コピーライツバンク（J・A・W・S Records）所属。カレイドスコープ代表取締役。
神奈川県横浜市出身。血液型はB型。D-Project及びROmantic Mode、II MIX ⊿ DELTAの元メンバー。弟はJPモルガン証券CEOの李家輝。

## 来歴
横浜のインターナショナルスクール、セント・ジョセフ・インターナショナル・カレッジに学ぶ。バークリー音楽大学でボーカルとピアノを専攻。
1988年に、バンドD-Projectでデビュー。バンド解散後、作曲家、歌手として活躍する。
1995年には、武富士のCMソングである「SYNCHRONIZED LOVE」をリリースして話題になる。
1996年には、ROmantic Modeを結成。同時に、レコード会社をファンハウスに移籍し、シングル「それだけしか言えない」をリリース。フジテレビ・東海テレビ系ドラマ『はるちゃん』の主題歌に起用された。
2005年7月には、J・A・W・S RecordsよりTWO-MIXのメンバーと新たにII MIX ⊿ DELTAを結成し、ミニアルバム2枚とシングル2枚をリリース。
2007年に、テレビ東京系アニメ『キスダム -ENGAGE planet-』の劇伴を、II MIX ⊿ DELTA名義で担当し、前期オープニングテーマ「時空を超えて」と、エンディングテーマ「君がいる限り」「because of you」を制作した。
2019年3月、平成アニソン大賞において森川美穂「ブルーウォーター」が編曲賞（1989年 - 1999年）に選出された。

## ディスコグラフィー

### シングル
| 枚                         | 発売日                     | タイトル                   | 収録曲 | 規格品番                   |
| 東芝EMI / イーストワールド | 東芝EMI / イーストワールド | 東芝EMI / イーストワールド | 東芝EMI / イーストワールド | 東芝EMI / イーストワールド |
| -------------------------- | -------------------------- | -------------------------- | --- | -------------------------- |
| 1st                        | 1993年9月22日              | Challenge Spirit           | 1. Challenge Spirit 2. EXHAUST BEAT (木元靖夫) 3. GARAGE TALK (KAZUHITO KAWAI) | TODT-3078                  |
| 東芝EMI                    |                            |                            | |                            |
| 2nd                        | 1995年2月8日               | SYNCHRONIZED LOVE          | 1. SYNCHRONIZED LOVE 2. GOT 2 GET UP! 3. SYNCHRONIZED LOVE (オリジナル・カラオケ) | TODT-3443                  |
| 2nd                        | 2000年12月13日             | SYNCHRONIZED LOVE          | 1. Synchronized Love J Rap Jam 2. Synchronized Love - Millennium 3. Synchronized Love - Soft Grind Mix 4. Synchronized Love '95 Original Version 5. Synchronized Love J Rap Jam (Instrumental)                                     | TOCT-4266                  |
| 2nd                        | 2019年12月25日             | シンクロナイズド・ラブ+1   | 1. Synchronized Love J Rap Jam 2. Synchronized Love - Millennium 3. Synchronized Love - Soft Grind Mix 4. Synchronized Love '95 Original Version 5. Synchronized Love J Rap Jam (Instrumental) 6. Synchronized Love (Instrumental) | PROT-1268                  |
| ファンハウス               |                            |                            | |                            |
| 3rd                        | 1996年10月2日              | それだけしか言えない       | 1. それだけしか言えない 2. 今すぐに - In the Name of Love 3. それだけしか言えない (カラオケ) | FHDF-1578                  |
| 4th                        | 1997年5月21日              | 生まれたての愛をあなたに   | 1. 生まれたての愛をあなたに 2. HEAL THIS HURTING HEART 3. 生まれたての愛をあなたに (カラオケ) | FHDF-1624                  |

### コラボレーションシングル
| 名義                     | 発売日       | タイトル       | 収録曲 | 規格品番   | 発売元     |
| ------------------------ | ------------ | -------------- | --- | ---------- | ---------- |
| Joe Rinoie with 水野佐彩 | 2012年8月1日 | 風のトラベラー | 1. 風のトラベラー 2. 時空を超えて 3. 風のトラベラー (オリジナル・カラオケ) 4. 時空を超えて (オリジナル・カラオケ) | XNSD-10003 | MUV RINOIE |

### タイアップ曲
| 楽曲                     | タイアップ                                         | 時期   |
| ------------------------ | -------------------------------------------------- | ------ |
| Challenge Spirit         | CABINレーシングテーマ曲/片山右京篇 CMソング        | 1993年 |
| SYNCHRONIZED LOVE        | 武富士 CMイメージソング                            | 1995年 |
| SYNCHRONIZED LOVE        | フジテレビ系『笑う犬の冒険』センターマンのテーマ   | 1999年 |
| それだけしか言えない     | フジテレビ・東海テレビ系ドラマ『はるちゃん』主題歌 | 1996年 |
| それだけしか言えない     | 小糸製作所 CMソング                                | 2016年 |
| 生まれたての愛をあなたに | テレビ朝日系「TONIGHT・2」エンディングテーマ       | 1997年 |
| 風のトラベラー           | ニンテンドー3DSソフト『ルーンファクトリー4』主題歌 | 2012年 |

## 楽曲提供及びサウンドプロデュース

### あ行
- 麻倉晶
  - 『Time has no season』（1993年）
  - 『I DREAM 〜ハート壊れそう』（1993年）
  - 『fantasia』『この愛が終わらないように』（1998年）
- 石井明美
  - 『バラード』（1997年）
- 宇都宮隆
  - 『NONFICTION』（2000年 鈴川真樹との共編曲）
  - 『Still...』（2000年 鈴川真樹との共編曲）
- 江口一声
  - 『君がいるから』（2006年）
- 小野正利
  - 『君はまだ僕の心の中に』（1994年）

### か行
- 近藤真彦
  - 『ミッドナイト・シャッフル』（1996年）
  - 『愛はひとつ』（1997年）
  - 『Let's Go!』（2012年）
- GEARS
  - 『くちびる』（1993年）
- 小池ジョアンナ
  - 『Catch Your Dream☆』（2007年）
  - 『runover』（2007年）
- 郷ひろみ
  - 『REE』
- 小柳ゆき
  - 『Baby Love』（2002年）

### さ行
- 篠原ともえ
  - 『HAPPY POINT』(1999年)
- ステファニー
  - 『君がいる限り』（2007年）
  - 『フレンズ』（2008年）
- 聖飢魔II
  - 『MOVE』 （1998年）
- 鈴木雅之
  - 『きみがきみであるために』 （1997年）

### た行
- 谷咲ナオミ
  - 『大好きだよ -Into Your Heart-』（2004年）
- TOKIO
  - 『RAIN』（1997年）
  - 『Julia』（1997年）
  - 『COME ON』（1997年）

### は行
- HOUND DOG
  - 『JUNCTION』（1998年）
  - 『BY MYSELF』（1998年）

- 平井堅
  - 『Precious Junk』（1995年）
  - 『Stay With Me』（1996年）

### ま行
- 森川美穂
  - 『ブルーウォーター』（1990年、鈴川真樹との共編曲）
  - 『Vocalization』（1990年、全曲サウンドプロデュース、ボーカルプロデュース）
- 森川美穂・麻倉晶
  - 『ヤッホー』（2007年）

### や行
- 矢住夏菜
  - 『Be strong』（2006年）

### ら行
- Lastier
  - 『Dive Into Shine』（1999年、鈴川真樹との共編曲）
- LAZY KNACK
  - 『DESTINY』（1997年）
  - 『夏の夜の夢』（1997年）

### 劇伴作曲
- 刻の大地（島健とのユニット「Free AS Wind」）
- まもって守護月天!
- 史上最強の弟子ケンイチ
- 神竜戦記（ネオジオの未発売タイトル）

## CM音楽制作 主要企業
- トヨタ自動車株式会社
- 日産自動車株式会社
- 三菱自動車工業株式会社
- 株式会社武富士
- 日本コカ・コーラ株式会社
- 日本たばこ産業株式会社
- 日本マクドナルドホールディングス株式会社
- ロッテ株式会社
- 花王株式会社
- 株式会社東芝EMI
- 三菱重工業株式会社
- 日本電気株式会社
- 野村證券株式会社
- 日清食品株式会社
- ライオン株式会社
- UCC上島珈琲株式会社
- 久光製薬株式会社
- 富士写真フイルム株式会社
- コニカミノルタホールディングス株式会社
- ミズノ株式会社
- カネボウ株式会社
- 小林製薬株式会社
- 第一製薬株式会社
- 富士急行株式会社
- 株式会社テレビ朝日
- コナミ株式会社
- TDK株式会社
- 株式会社タカラトミー
- 日本ケロッグ株式会社
- TBC
- シチズン時計株式会社
- 丸大食品株式会社
- アップルコンピュータ株式会社
- JA全農株式会社
- 株式会社ブリヂストン
- オリエント時計株式会社
- 株式会社リコー
- J．ウォルター・シンプソン株式会社
- 東京都都市ガス株式会社
- オースチン・ローバー株式会社
- ジレット・ジャパン株式会社
- アメリカンファミリー生命保険会社株式会社
- 大阪ガス株式会社
- JACOS株式会社
- 東洋水産株式会社
- イトーキ株式会社
- ローランド株式会社
- デノン株式会社
- ゼット株式会社
- 株式会社小糸製作所

など、400本以上のCM音楽、企業イメージ音楽、ジングルなどを手がける。